# Le Passage (Lot-et-Garonne)
Le Passage település Franciaországban, Lot-et-Garonne megyében. Lakosainak száma 9360 fő (2022. január 1.). Le Passage Agen, Boé, Brax, Colayrac-Saint-Cirq, Estillac, Moirax és Roquefort községekkel határos.

## Népesség
A település népességének változása:
| Lakosok száma | 6746 | 8553 | 8875 | 9097 | 9484 | 9607 | 9561 | 9400 | 9352 | 9360 |
|               | 1968 | 1982 | 1990 | 2006 | 2013 | 2015 | 2017 | 2019 | 2020 | 2022 |